# 七草まつり
七草 まつり（ななくさ まつり、1989年3月31日 - ）は、日本のAV女優。
身長:160cm。スリーサイズ:B91(G-70)・W64・H95。

## 略歴・人物
2008年11月頃より「七草まつり」として活動。
2009年10月20日の公式ブログで、翌11月いっぱいで引退することを発表。その後ブログは終了した。

## 出演作品

### アダルトビデオ
2009年
- 妄想大相撲 其の参（3月20日、SUPER SONIC SATELLITES）共演:桃倉つぐみ 他出演:谷本結香、中本美亜
- BATTLE FUCK LOVER No.4（3月27日SUPER SONIC SATELLITES）他出演:観月さな
- ロリータ夜這いレイプ（4月10日、I.B.WORKS）
- 青春!ブルマー 2 〜バレーボール部編〜 （4月19日、ミル）
- 素人援交生中出し 58（4月30日、プラム）
- コスプレマスター 013（5月1日、ゴーゴーズ）
- めいっこ No.2（6月30日、jump-av）
- いたずら 1（7月25日、まいん）
- 制服美少女と性交（8月5日、ドリームチケット）
- しばられたい わたし、ただのオモチャで、いいんです。（9月15日、ドリームチケット）
- 小●生 近親相姦 ホームビデオ 2（9月30日、the WoRLd）
- 新・中出しタクシー（10月22日、ナチュラルハイ）オムニバス作品
- 小●生とラブホテル（10月31日、jump-av）
- 拘束監禁ドリル地獄 17 （11月3日、プレステージ）共演:鈴仲いずみ、乙音るい
- 女子校生とヲジサンのベロベチョ接吻とにゅるぬる手コキ 2（11月15日、ワープエンタテインメント）他出演:秋元美由、桜木ハル、ひなのりく、雪見紗弥、白戸すず、月野りさ、成瀬心美、石川鈴華、希内あんな、藤崎クロエ
- プライベート ヒミツの性癖 （11月25日、すっぴん）
- レズビアンベロちゅー（12月10日、イエロー）他多数出演
- めいっこNo.2（11月25日、JUMP）遊園地で童貞叔父とデートしホテルで性行為するコメディタッチドラマ